# KT Gorique
KT Gorique (Caterina Mafrici, nacida en 1991 en Abiyán) es una rapera y actriz nacida en Costa de Marfil, nacionalizada suiza.

## Carrera
Cuando tenía once años, se mudó con su familia a la localidad suiza de Martigny. Desde ese momento empezó a mostrar interés por la música y las artes, especialmente por el hip hop y el rap. En 2012 ganó una competencia internacional de rap freestyle en Nueva York llamada End of the Weak.
En 2014 protagonizó la película Brooklyn de Pascal Tessaud, interpretando el personaje central de Coralie. En 2016 publicó su primer álbum de estudio, Survival Attempt. Ese mismo año participó en la película Marie & the Misfits. A partir de entonces ha publicado los álbumes ORA y Kunta Kita.

## Filmografía
- 2014: Brooklyn
- 2016: Marie & the Misfits
- 2016: Gamberge

## Discografía
Álbumes
- 2016: Survival Attempt
- 2017: ORA (Mixtape)
- 2018: Kunta Kita (SUI #76)[7]
- 2020: Akwaba